# Мајоршки чувар
Мајоршки чувар или Мајоршки овчар је раса паса која се развила на Балеарским острвима као пас чувар и пастирски пас. У формирању расе акценат је стављен пре свега на радне квалитете, а не на екстеријер.
Длака паса ове расе може бити различите дужине, од 3 до 7 центиметара, што овим псима даје доста спољашње разноврсности, међутим, не постоје посебне врсте у оквиру расе, а приликом изложбеног оцењивања пси са различитом длаком дужине се такмиче у истом прстену.

## Историја расе
Раса је настала на Балеарским острвима као резултат природног развоја абориџинских паса доведених тамо током колонизације острва. Први помен локалних црних паса у документима датира из 16. века. Већ у 17. веку ови пси су помешани са крвљу паса молошког типа донетих из Кастиље, што им је дало већу масивност.
Дуго времена, пси ове расе су били универзални и коришћени су и за заштиту домаћих територија и стоке током испаше, и као сточари. Коришћени су и као борбени пси за борбе паса и мамљење бикова у борби с биковима.
Мајоршки чувар је историјски могао да ради и са малом и са великом стоком. Неколико векова ови пси су остали познати само на Балеарском архипелагу. То се наставило све док крајем 18. века нису почели да се увозе с времена на време у Јужну Америку да раде на локалним фармама. За то су изабрани због чињенице да су лако подносили високе температуре и дуге периоде без воде.
Од почетка 20. века, пси ове расе почели су да се користе у Шпанији као полицијски радни пси. Касније су почели да се користе у војсци, где се њихова функционалност приближно поклапала са функционалношћу других пастирских паса у различитим земљама.
Током Другог светског рата број паса ове расе се значајно смањио, јер су скоро све животиње, укључујући и оне у приватном власништву, позване на службу и коришћене у интересу војске, где су многе од њих угинуле.
Обнова стоке почела је активно тек 70-их година 20. века под руководством водича паса Алонса Гуаспе. Године 1975. основао је национални клуб за ову расу, а већ 1982. раса је добила међународно признање и званичну регистрацију код Међународне кинолошке федерације.
Од 2020. године, раса остаје ретка ван своје домовине. Осим у Шпанији, главне популације ових паса су концентрисане у земљама Јужне Америке.

## Изглед
Основне пропорције: дужина тела једнака је висини у гребену; дужина њушке је једнака дужини кранијалног дела главе; дужина лобање једнака је дужини врата.
Глава је троугластог профила, прилично широка у пределу чела. Мост носа је паралелан са линијом лобање. Ширина њушке је једнака ширини лобање. Масивна глава је недостатак. Њушка је јака, широка и клинастог облика. Мост на носу је раван. Нос је туп. Нос је квадратног облика. Ноздрве су велике и отворене. Усне су црне и суве. Зуби су велики, јаки, бели. Маказасти угриз. Очи су бадемасте, средње величине. Капци су црни, чврсто приањају уз очне јабучице. Уши су високо постављене, мале, троугластог облика.
Врат је снажан и мишићав. Пропорционално телу и глави. Округла у попречном пресеку. Кожа је густа и еластична. Груди су широке и дубоке до нивоа лактова. Форбруст је умерено развијен. Сапи су благо нагнуте, широке, снажне и мишићаве. Реп је ниско постављен, дебео у основи, дугачак и раван. 
Предњи удови су снажни и са великим костима. Дужина подлактице и зглоба је приближно једнака дужини леђа. Лактови су притиснути уз тело, а не окренути или подвучени испод тела. Подлактице су јаке и окомите на ослонац. Дошашћа су кратка и благо нагнута. Шапе су  краће и шире. Прсти су флексибилни и јаки. Канџе су тамне. Паџе треба уклонити. Задње ноге су мишићаве и снажне. Скочни зглоб је отворен. Бутине су доста мишићаве и извајане. Доње ноге су дугачке и мишићаве. Скочни зглобови су добро формирани. Шапе, као и предње, али нешто шире.
Кожа је еластична, без набора. Длака је кратка и тесна. Дужина заштитне длаке је од 1,5 до 3 цм У лумбалној регији длака је нешто дужа (до 7 цм) и може бити благо таласаста. Раст зависи од доба године и природних услова подручја. Зими, крзно расте не само на телу и удовима, већ и на ушима. Дозвољена је само црна боја. На грудима може бити мала бела тачка. Поред тога, беле мрље су прихватљиве на врату, доњим удовима и шапама. Међутим, чиста црна боја је најцењенија.
Висина у гребену мужјака је од 66 до 73 цм, женки - 62-68 цм, дозвољено је одступање од 1 цм у оба смера. Тежина - око 40 кг.

## Карактер
Пси ове расе имају јаку вољу, прилично су тврдог карактера и енергичног темперамента. Одликује их висока независност у доношењу одлука и висок степен независности. Поред тога, имају снажан и изражен заштитнички инстинкт, који се протеже како на заштиту територије тако и на заштиту власника.
Због своје прилично резервисане природе, главни пастири нису склони да покажу висок контакт са члановима породице, нису склони да често траже наклоност људи, док имају висок ниво привржености својим власницима.
Пси ове расе се према странцима односе са израженим неповерењем и чак имају тенденцију да покажу агресију не само када покушавају да их помазе или понуде нешто, већ и једноставно када се странац веома приближи псу. Оваква природа ових паса захтева обавезну рану социјализацију штенета, која треба да има за циљ пре свега да научи пса да борави на јавним местима без испољавања агресије.
Велики овчарски пси имају изражену склоност ка доминантном понашању како у односу на представнике сопствене врсте тако и у односу на људе. Да бисте компетентно одгајали таквог пса, потребно је да имате одређено искуство у држању паса, тако да се не препоручује да их узимате за првог пса.
Упркос својој тешкој природи, ови пси готово да немају ловачки инстинкт, што их чини безбедним за мачке и друге мале кућне љубимце, као и мале псе.
Због свог енергичног темперамента, овим псима је потребно дуго и активно шетање, без чега су склони да демонстрирају деструктивно понашање код куће.
Обука је лака за псе ове расе, они су у стању да брзо науче нове вештине и команде. Међутим, упркос томе, могу се појавити потешкоће у њиховој обуци, јер су склони тврдоглавости и независности. Током тренинга, изузетно је важно упорно постићи обавезно извршавање команди како би се спречило да пас развије нежељени став о дозвољености игнорисања команде – то ће бити теже исправити код великих овчара него код многих других раса.
Одржавање и нега
Пси ове расе су веома издржљиви и непретенциозни, што их чини погодним и за стан и за одгајивачницу. Посебна карактеристика ове расе је висока прилагодљивост. Упркос црној боји длаке, добро подносе високе температуре ваздуха, што их чини погодним за регионе са топлом климом. Такође, због чињенице да када се држи у хладној клими, мајоркански овчар пушта дужу длаку са густом подлаком, добро су погодни за регионе са хладном климом и за регионе са оштро континенталном климом, где су изражене годишње температурне флуктуације од веома ниских зими до веома високих лети.
Када се држе у стану, пси ове расе захтевају дуге шетње уз велику физичку активност. Када се држе на приватној парцели, такође је препоручљиво да им се обезбеди додатно ходање, укључујући и активно кретање и развој команди.
Длака Мајоршких овчара није склона матирању и не захтева специјализовану негу. Потребно их је опрати само ако су јако запрљане. Такође је потребно четкати псе с времена на време, посебно оне који живе у стану. Активан период сезонског лињања је присутан код паса ове расе само ако се држе у оштро континенталној клими.
Раса је доброг здравља; нису идентификоване наследне болести расе.
Традиционално су коришћени као свестрани пастирски пси, погодни за рад са било којом фармском животињом. Због свог развијеног инстинкта чувара, историјски су коришћени и као пси чувари животиња и чувари поседа.
Пре забране борбе паса и бикова са псима, коришћени су и као пси мамци у борбама бикова и за борбе паса са псом.